# Copa Africana de Clubes Campeones 1972
La Copa Africana de Clubes Campeones de 1972 fue la 8.ª edición del torneo anual de fútbol a nivel de clubes organizado por la CAF.
En el torneo participaron 26 equipos jugando un sistema de knock-out con partidos ida y vuelta.
El Hafia FC de Guinea ganó la final, ganado el título por primera ocasión y el primer equipo de Guinea en conseguirlo.

## Primera Ronda
| Equipo 1         | Agr. | Equipo 2               | Ida | Vuelta |
| ---------------- | ---- | ---------------------- | --- | ------ |
| Aigle Nkongsamba | 3-2  | Olympic Real de Bangui | 3-1 | 0-1    |
| ASFA Ouagadougou | 1-4  | Djoliba                | 1-3 | 0-1    |
| Majantja         | 2-11 | Kabwe Warriors         | 2-2 | 0-9    |
| Saint-George     | 4-2  | Lavori Publici         | 3-1 | 1-1    |
| Mazembe          | 3-1  | AS Police              | 2-0 | 1-1    |
| Saint Michel     | 2-1  | Young Africans         | 2-0 | 0-1    |
| Hafia            | 5-2  | ASFAN                  | 4-1 | 1-1    |
| ASFA Dakar       | 6-2  | Cotonou                | 3-0 | 3-2    |
| Hearts of Oak    | w/o  | Abaluhya United        | 1   |        |
| Al-Ahly          | w/o  | Al-Merrikh             | 2   |        |

1Abaluhya United abandonó el torneo. 

2Al-Merrikh abandonó el torneo.

## Segunda Ronda
| Equipo 1         | Agr.           | Equipo 2         | Ida | Vuelta |
| ---------------- | -------------- | ---------------- | --- | ------ |
| Dynamic Togolais | 4-5            | Aigle Nkongsamba | 1-1 | 3-4    |
| Ismaily          | 2-2 (3-4 pen.) | Al-Ahly          | 0-1 | 2-1    |
| Simba            | 5-1            | Saint-George     | 4-0 | 1-1    |
| Africa Sports    | 3-7            | Mazembe          | 1-2 | 2-5    |
| Kabwe Warriors   | 5-1            | Saint Michel     | 2-1 | 3-0    |
| Canon Yaoundé    | 4-6            | Hafia            | 3-2 | 1-4    |
| ASFA Dakar       | 2-2            | Djoliba          | 2-0 | 0-21   |
| WNDC Ibadan      | 1-3            | Hearts of Oak    | 1-0 | 0-3    |

1 después de que el partido terminara 2-0 a favor del Djoliba AC, dejando un marcador global de 2-2, Forces Armées se negaron a jugar el desempate por penales shootout por quejas contra el arbitraje; fueron expulsados del torneo y vetados de los torneos de la CAF por 3 años.

## Cuartos de final
| Equipo 1      | Agr. | Equipo 2         | Ida | Vuelta |
| ------------- | ---- | ---------------- | --- | ------ |
| Mazembe       | 6-2  | Aigle Nkongsamba | 4-1 | 2-1    |
| Hafia         | 4-2  | Djoliba          | 3-0 | 1-2    |
| Hearts of Oak | 8-4  | Kabwe Warriors   | 7-2 | 1-2    |
| Al-Ahly       | 1-4  | Simba            | 1-1 | 0-3    |

## Semifinal
| Equipo 1      | Agr. | Equipo 2 | Ida | Vuelta |
| ------------- | ---- | -------- | --- | ------ |
| Mazembe       | 3-4  | Hafia    | 3-2 | 0-21   |
| Hearts of Oak | 1-2  | Simba    | 1-1 | 0-1    |

1El Mazembe abandonó el torneo después del primer partido.

## Final
| Equipo 1 | Agr. | Equipo 2 | Ida | Vuelta |
| -------- | ---- | -------- | --- | ------ |
| Hafia    | 7-4  | Simba    | 4-2 | 3-2    |

## Campeón
| Guinea          |
| Hafia 1º título |